# اری توکوناگا
اری توکوناگا (انگلیسی: Eri Tokunaga؛ زادهٔ ۹ مهٔ ۱۹۸۸) بازیگر اهل ژاپن است. وی از سال ۲۰۰۴ میلادی تاکنون مشغول فعالیت بوده‌است.